# Route nationale 686
La route nationale 686, ou RN 686, est une ancienne route nationale française reliant Riom au Cratère (commune de Volvic) et Pontgibaud à Massagettes (commune de Saint-Pierre-Roche), dans le département du Puy-de-Dôme.
La route est entièrement déclassée à la suite de la réforme de 1972 et est devenue la route départementale 986.

## Histoire
À sa création en 1933, la route nationale 686 est définie « de Riom à Rochefort-Montagne ».
À la suite de la réforme de 1972, elle a été déclassée en RD 986.

## Tracé
Les communes et lieux-dits traversés sont :
- Riom ;
- Mozac ;
- Espace-Mozac, communes d'Enval et de Malauzat ;
- Volvic (centre-ville contourné, sa traversée devient la RD 986A) ;
- Luzet, commune de Volvic ;
- Le Cratère, commune de Volvic.

La RN 686 faisait tronc commun avec la RN 141 (devenue RD 941 puis RD 943) pour rejoindre Pontgibaud.
- Pontgibaud ;
- La Rancoule, commune de Bromont-Lamothe ;
- La Bantusse, commune de Saint-Pierre-le-Chastel ;
- La Miouze, commune de Gelles ;
- Prades, commune de Saint-Pierre-Roche ;
- Massagettes, commune de Saint-Pierre-Roche, où elle rencontrait la RN 89, déclassée en route départementale 2089.

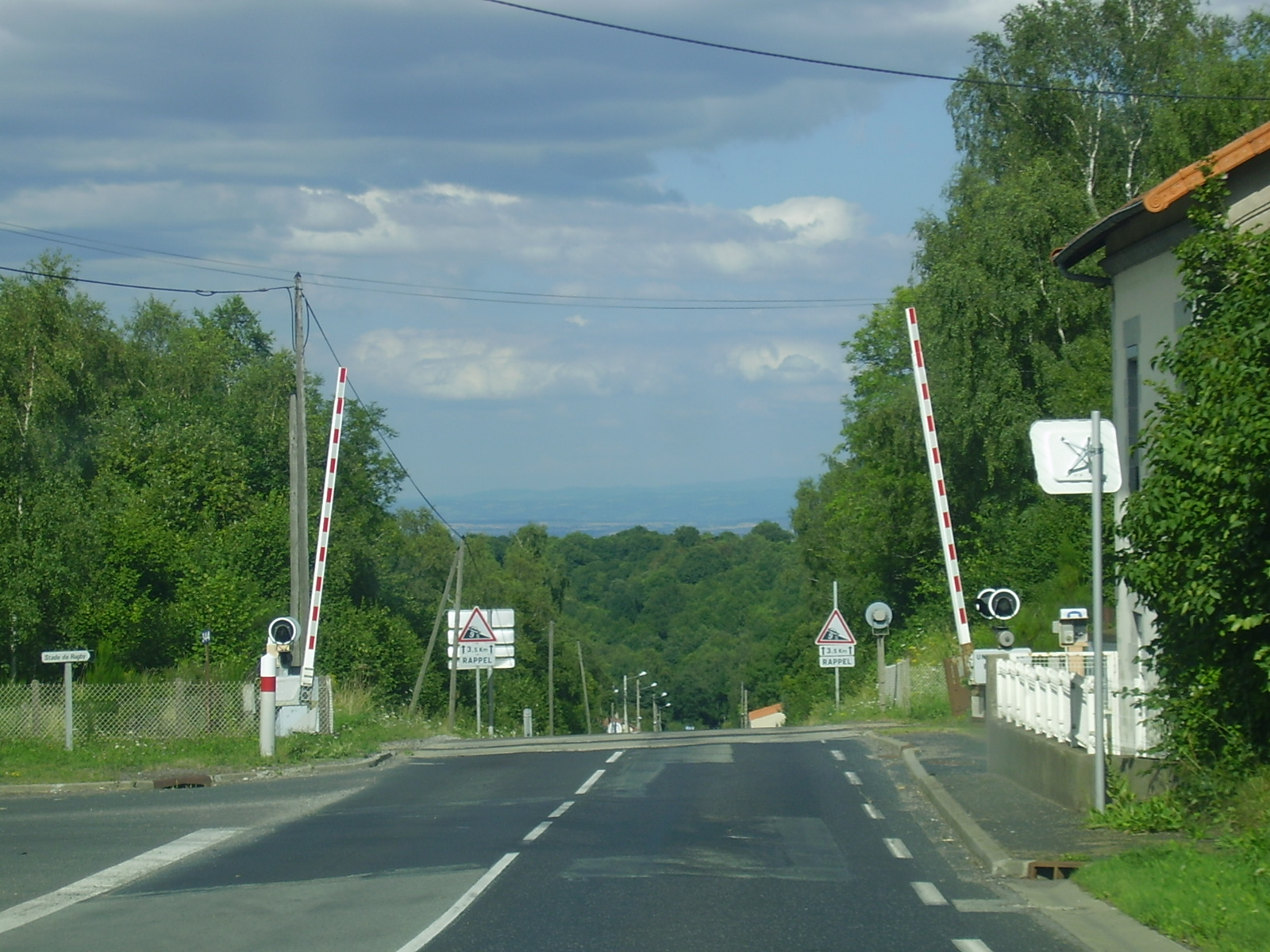
La route croise la ligne d'Eygurande - Merlines à Clermont-Ferrand près de la gare de Volvic.
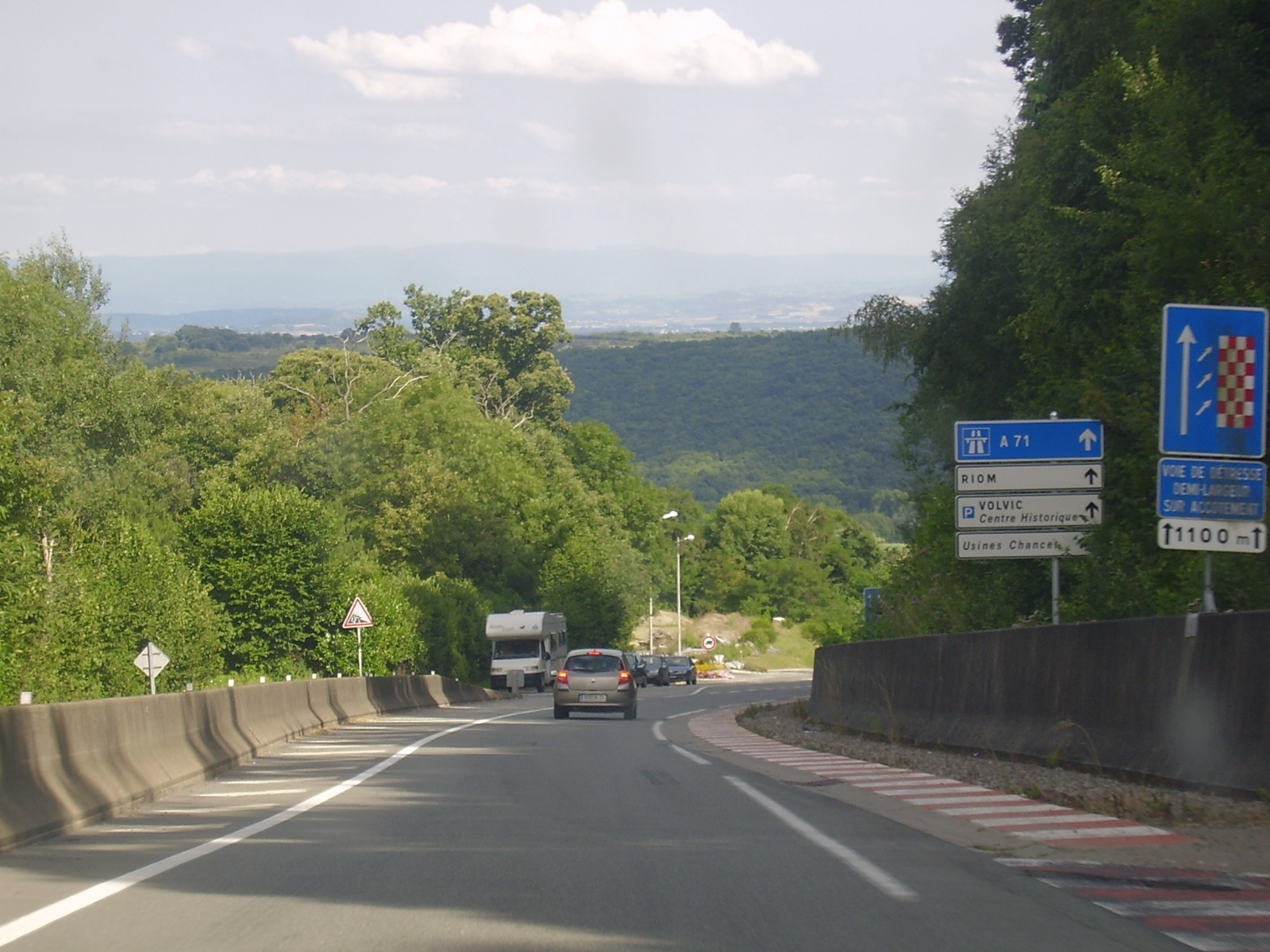
Descente vers Riom avec voie de détresse sur 1 100 mètres.
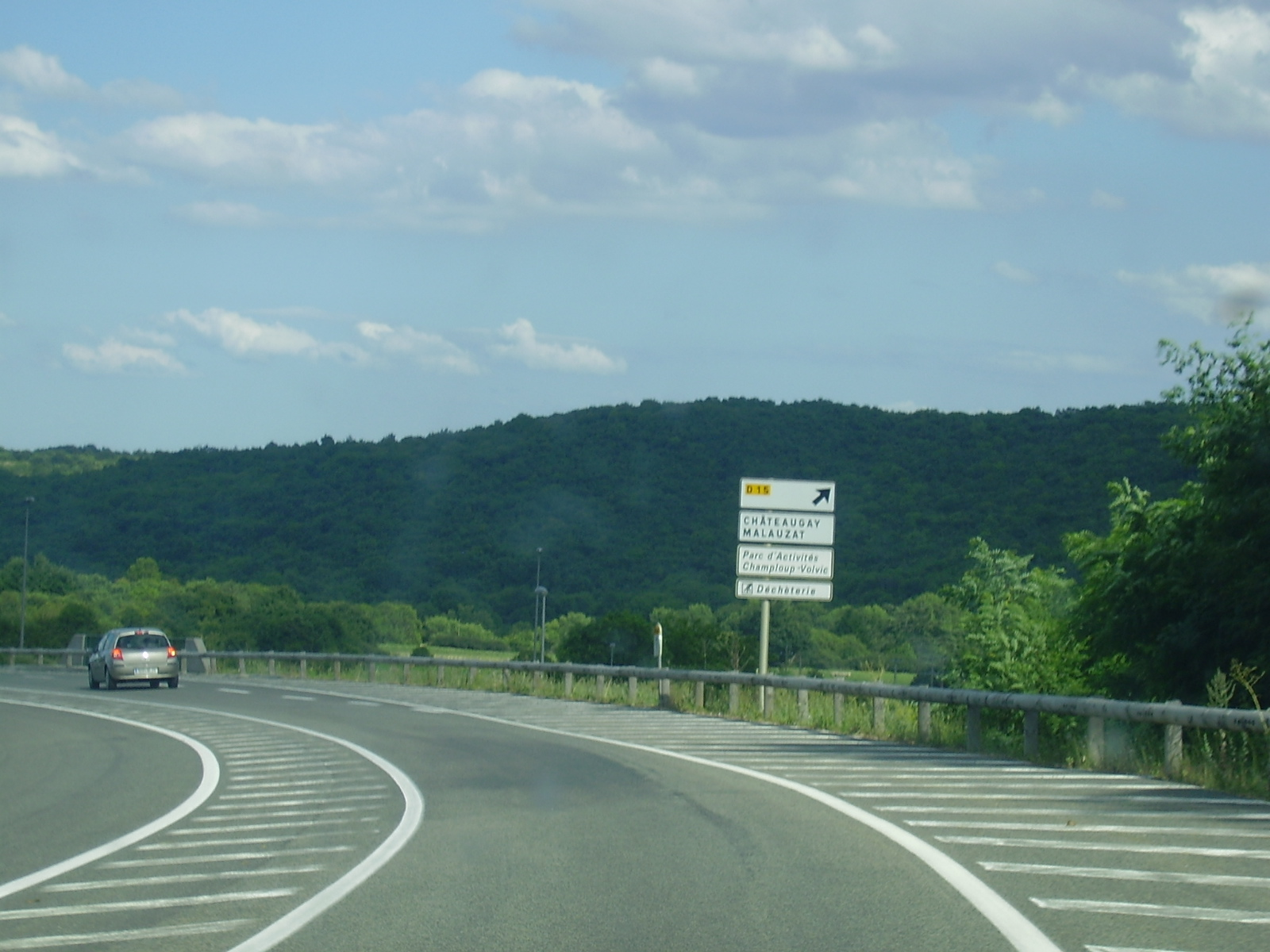
Fin de la descente, échangeur avec la route départementale 15.